# Tantal american
Tantalul american (Mycteria americana) este o pasăre din familia Ciconiidae. Se găsește în habitate subtropicale și tropicale din America, inclusiv în Caraibe. În America se găsește din sudul Statelor Unite până în Argentina, fiind prezentă în aproape toată Brazilia. În America de Sud este rezidentă, iar în America de Nord se poate dispersa până în Florida. Descrisă inițial de Carl Linnaeus în 1758, această barză a evoluat probabil în regiunile tropicale.

## Descriere

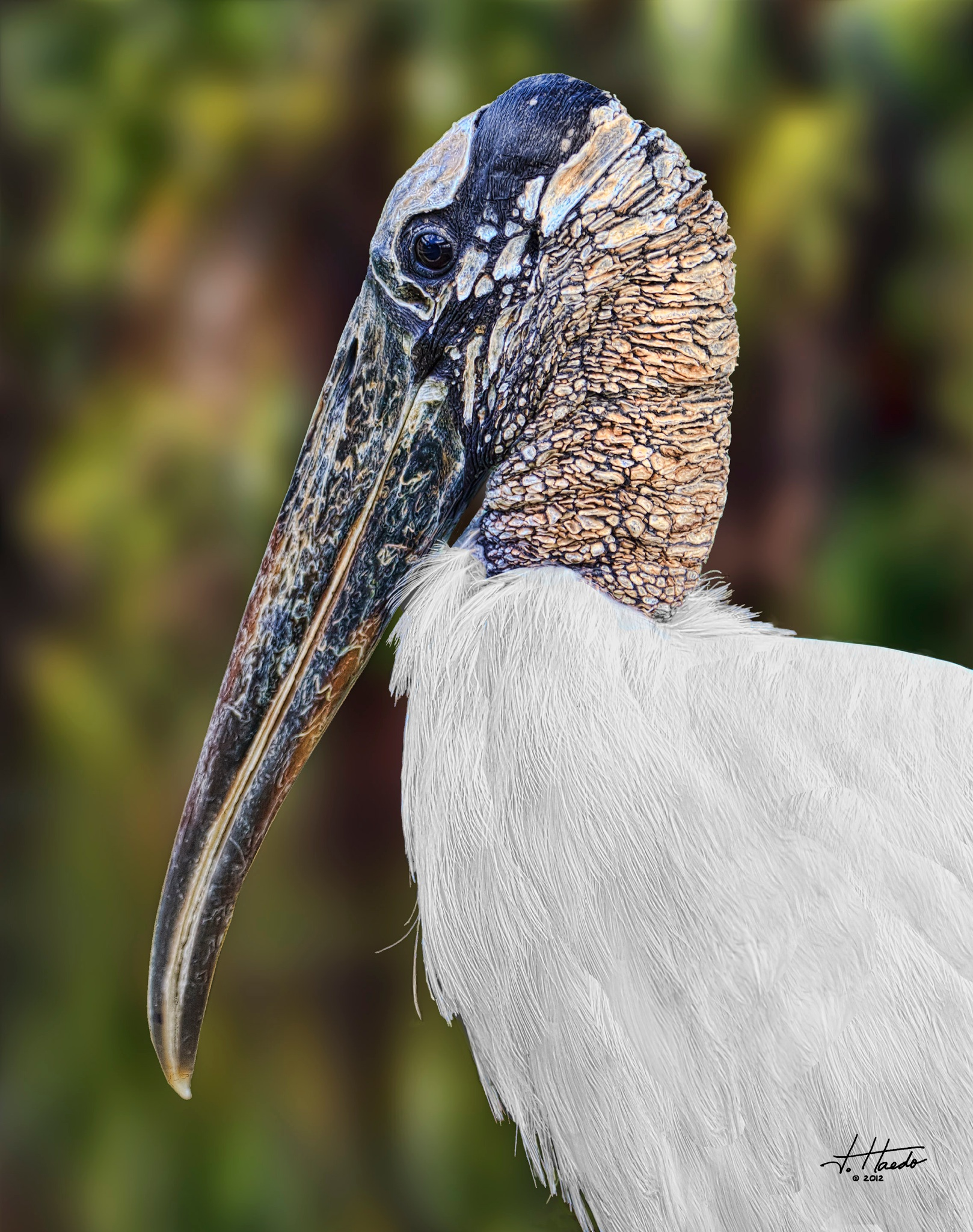
Capul tantalului american seamănă mult cu cel al unui ibis.

Tantalul american adult este o pasăre mare, care are o înălțime de 83 până la 115 cm, cu o anvergură a aripilor de 140 până la 180 cm. Masculul cântărește de obicei 2,5 până la 3,3 kg, cu o greutate medie de 2,7 kg; femela cântărește 2 până la 2,8 kg, cu o greutate medie de 2,42 kg. O altă estimare apreciază greutatea medie la 2,64 kg.
Capul și gâtul adultului sunt lipsite de pene iar pielea solzoasă este de un gri închis. Ciocul negru curbat în jos este lung și foarte larg la bază. Penajul este în mare parte alb iar coada neagră având o irizare verzuie și purpurie. Picioarele și labele  picioarele sunt închise la culoare iar degetele de la picioare sunt roz în timpul sezonului de reproducere. Femela este puțin mai mică decât masculul.
Puii nou eclozați au un strat rar de puf gri care este înlocuit cu un puf dens, lânos și alb în aproximativ 10 zile. Puii cresc rapid,  în trei până la patru săptămâni având aproximativ jumătate din înălțimea adulților. În a șasea și a șaptea săptămână, penajul de pe cap și gât devine gri fumuriu.

## Distribuție și habitat
Aceasta este o specie subtropicală și tropicală care se reproduce în mare parte din America de Sud, America Centrală și Caraibe. Tantalul american este singura barză care se reproduce în America de Nord. În Statele Unite există populații mici de reproducere în Florida, Georgia și Carolina. Unele populații din America de Nord se dispersează după reproducere, frecvent în America de Sud. În America de Sud, se găsește în partea de sud până în nordul Argentinei. 
Cuibărește în copaci care stau aplecați peste apă sau sunt înconjurați de apă. În habitatele de apă dulce, cuibărește în principal în păduri dominate de copaci din genul Taxodium (în SUA), în timp ce în estuare, cuibărește în general în copaci din pădurile de mangrove. Pentru a se hrăni, tantalul american folosește mlaștini de apă dulce în habitate cu o abundență de copaci Taxodium, în timp ce în zonele cu păduri de mangrove, folosește apă sălbatică. 

## Comportament

### Hrană

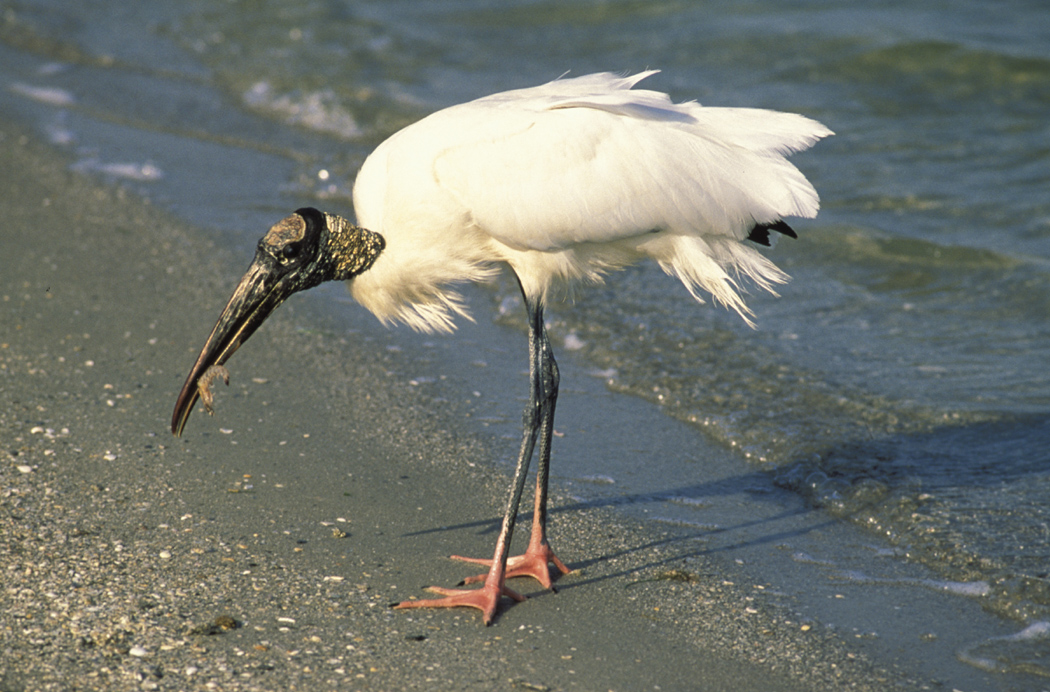

În timpul sezonului uscat, tantalul american mănâncă mai ales pește, suplimentat cu insecte. În timpul sezonului umed, peștii reprezintă aproximativ jumătate din dietă, crabii reprezintă aproximativ 30%, iar insectele și broaștele reprezintă restul. Barza mănâncă mai des pești mai mari decât peștii mai mici, chiar și în unele cazuri în care acesta din urmă este mai abundent. Se estimează că un tantal american adult are nevoie de aproximativ 520 grame pe zi pentru a se întreține. Pentru o familie întreagă, se estimează că sunt necesare aproximativ 200 de kilograme pe sezon de reproducere.
Se hrănește de obicei în turme atunci când nu se reproduce și singură și în grupuri mici atunci când se reproduce. În sezonul uscat, barza se hrănește, în general, mergând încet înainte, cu ciocul scufundat în apă încercând să dibuie hrana. În timpul sezonului umed, această metodă este utilizată aproximativ 40% din timp pentru hrănire.
Datorită metodelor sale de hrănire, barza necesită apă puțin adâncă și o densitate mare de pești pentru a hrăni cu succes. Apa de unde se alimentează în timpul sezonului uscat are o adâncime medie de aproximativ 17 centimetri, în timp ce în sezonul umed, apa are de obicei o adâncime de aproximativ 10 centimetri. Poate călători peste 80 de kilometri pentru a ajunge la siturile de hrănire, oferindu-i acces la o mare varietate de habitate.
Ambii părinți hrănesc puii regurgitând alimente în cuib. Puii sunt hrăniți în principal cu pești care au 2-25 cm lungime, lungimea peștilor crescând pe măsură ce puii cresc. În general, un pui mănâncă aproximativ 16,5 kg înainte de a-i crește penele.

### Reproducere

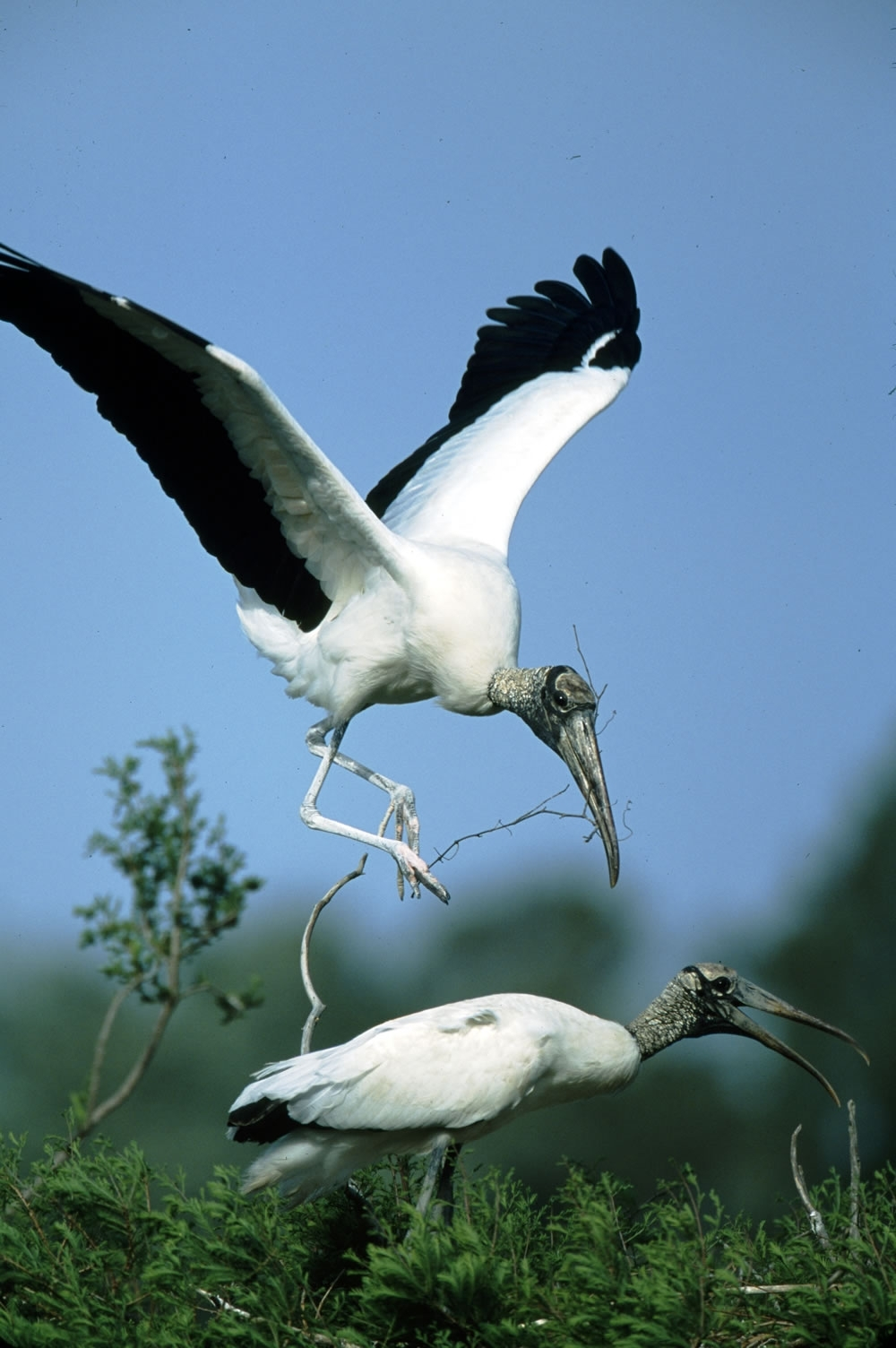
Cuplu de Mycteria americana

Tantalul american își construiește cuiburi mari din bețe și crenguțe verzi, care ajută la izolarea cuibului. Când este finalizat, cuibul are aproximativ un metru în diametru, cu o zonă verde centrală având un diametru mediu de aproximativ 28 de centimetri. Grosimea marginii cuibului măsoară de obicei între 12 și 20 de centimetri.
Reproducerea este inițiată de o scădere a nivelului apei care duce la o densitate crescută a peștilor, lucru care permite o cantitate adecvată de hrană pentru pui. Acest lucru poate avea loc oricând între noiembrie și august. După ce începe, reproducerea durează aproximativ patru luni. Barza depune trei până la cinci ouă de culoare crem, care au o dimensiune de aproximativ 68x46 milimetri, la una sau două zile distanță  și incubate timp de 27 până la 32 de zile de ambii parteneri. Perioada de incubație începe atunci când primul ou este depus. În prima săptămână de incubație, părinții nu se îndepărtează de colonie, cu excepția călătoriilor scurte pentru a se hrăni, a bea și a colecta materialul de cuibărit efectuate de partenerul care nu incubează. După această perioadă, partenerul care nu incubează petrece mai puțin timp în colonie, deși ouăle nu sunt lăsate niciodată nesupravegheate. Partenerul care incubează face o pauză la câteva ore pentru a-și aranja penele, materialul cuibului sau a pentru a întoarce ouăle.
Puii ieșiți din găoace, nu se pot mișca și cântăresc în medie 62 de grame. Nu sunt lăsați singuri până la vârsta de cel puțin trei săptămâni, un părinte plecând după hrană în timp ce celălalt păzește cuibul și puii. La 60-65 zile după eclozare, puii sunt acoperiți cu pene și ating maturitatea sexuală la vârsta de patru ani, deși de obicei nu reușesc să facă pui până în al cincilea an.

## Galerie

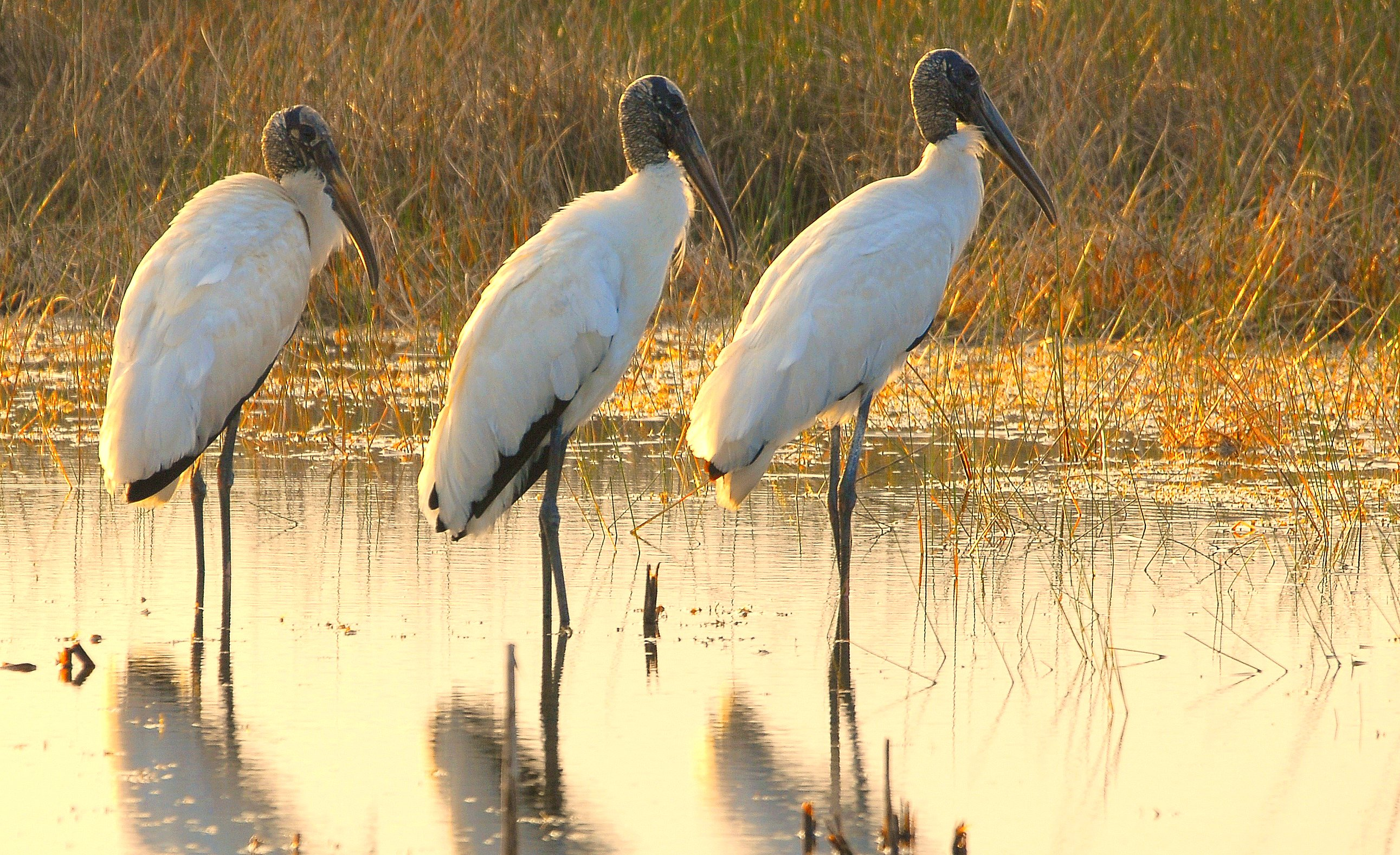
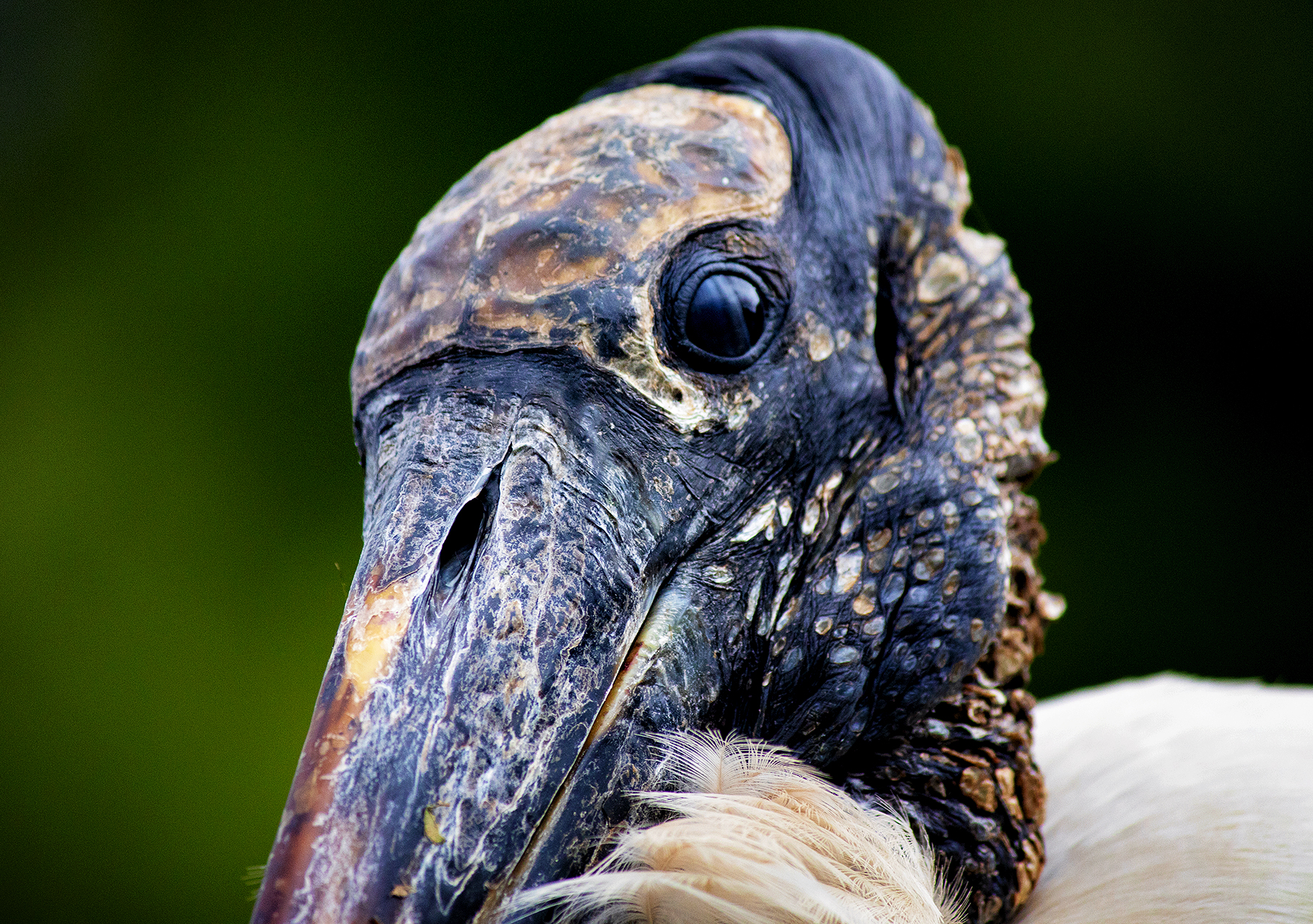
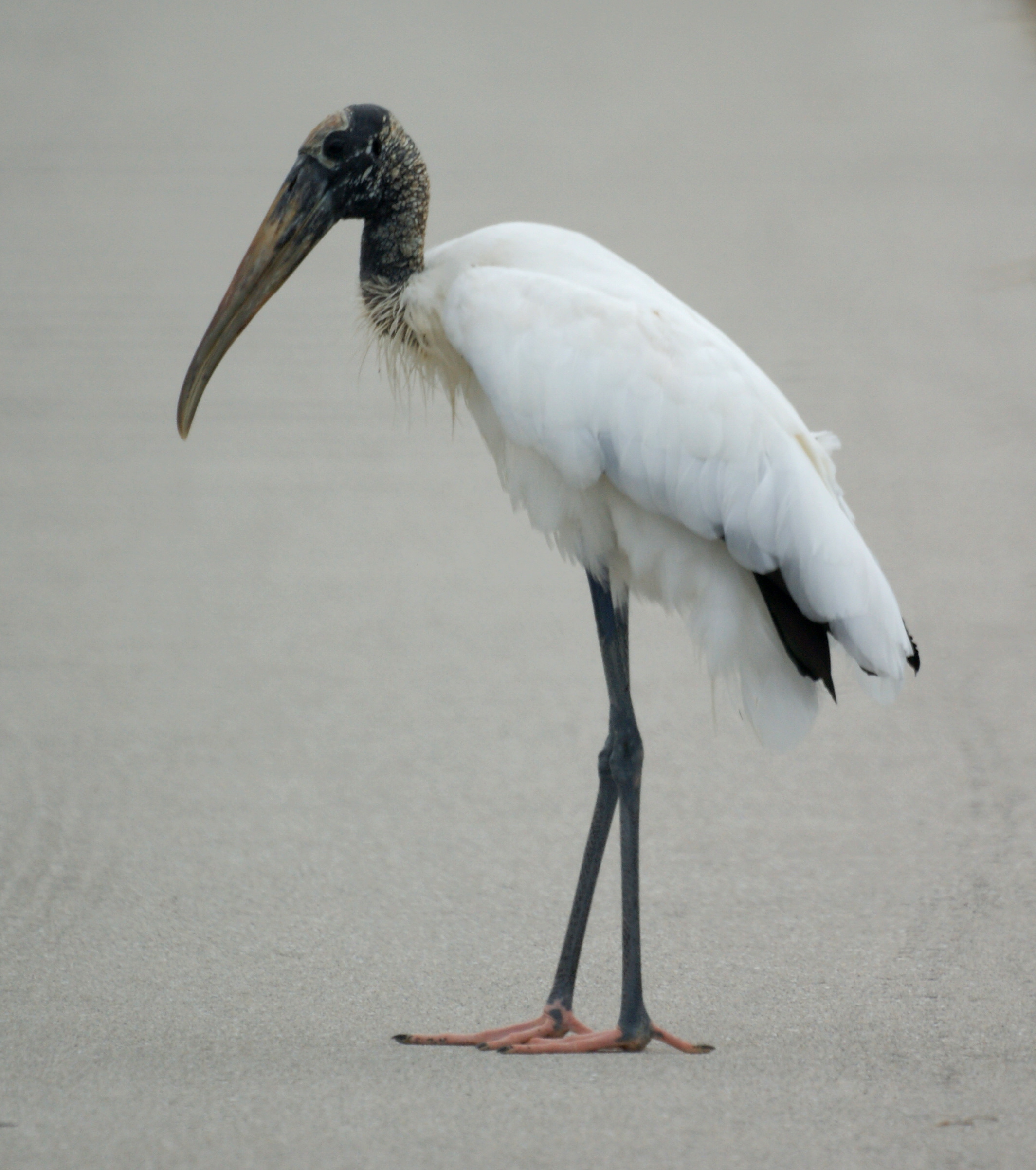
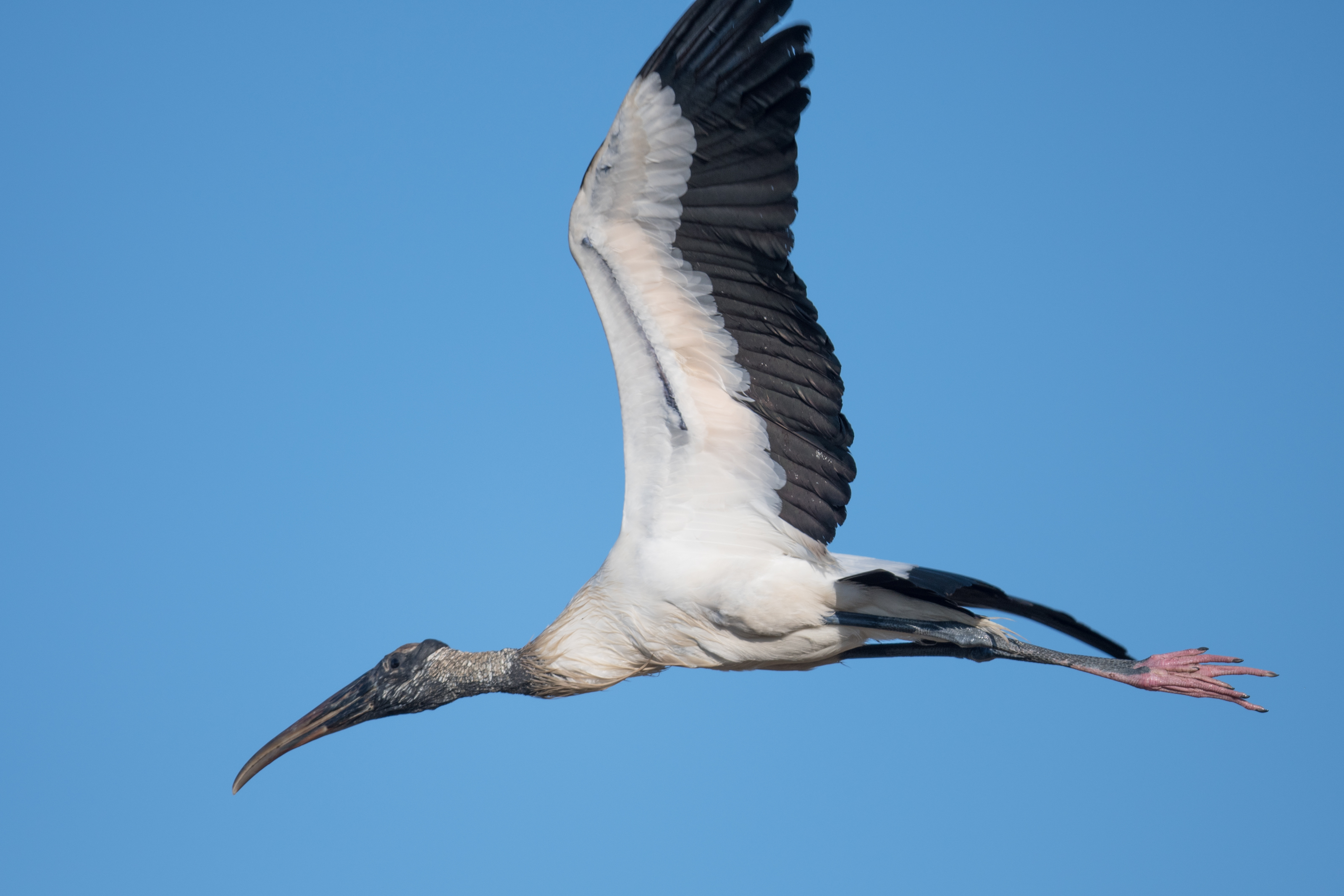